# Charleville-sous-Bois
Charleville-sous-Bois település Franciaországban, Moselle megyében. Lakosainak száma 285 fő (2022. január 1.). Charleville-sous-Bois Burtoncourt, Condé-Northen, Guinkirchen, Hayes, Hinckange, Saint-Hubert és Vry községekkel határos.

## Népesség
A település népességének változása:
| Lakosok száma | 190  | 178  | 199  | 272  | 243  | 294  | 320  | 321  | 309  | 285  |
|               | 1968 | 1982 | 1990 | 2006 | 2013 | 2015 | 2017 | 2019 | 2020 | 2022 |